# یو یینگ جه
یو یینگ جه (انگلیسی: Yu Ying-shih؛ زادهٔ ۲۲ ژانویهٔ ۱۹۳۰) دانشمند در زمینه تاریخ چین اهل تایوان است.
وی همچنین برندهٔ جوایزی همچون جایزه تانگ شده‌است.